# Karbergalm
Die Karbergalm (auch: Karberg-Alm) ist eine Alm im Lattengebirge bei Bad Reichenhall.
Die Alm wurde im Jahr 1387 zum ersten Mal urkundlich erwähnt. Sie befindet sich westlich des Karkopfes in der Nähe des Moosensteigs, etwa auf halber Strecke zwischen der Schlegelalm und der Törlalm auf einer Höhe von etwa 1500 m ü. NN. Die Alm ist aufgelassen und die Bauten sind verschwunden. Die Almlichte ist jedoch nicht zugewachsen und noch gut zu erkennen.